# El Villar
El Villar ist eine Ortschaft im Departamento Chuquisaca im südamerikanischen Andenstaat Bolivien.

## Lage im Nahraum
El Villar ist der zentrale Ort des Municipio El Villar in der Provinz Tomina. Die Ortschaft liegt im nördlichen Teil des Municipios auf einer Höhe von 2097 m am rechten Ufer des Río El Villar, der hier in südöstlicher Richtung fließt und in den Río Kharachi Mayu mündet, der über den Río Azero den Río Grande erreicht.
Die nord-südlich verlaufenden Bergrücken in der näheren Umgebung von El Villar erreichen Höhen von bis über 2400 Meter.

## Geographie
El Villar liegt am Übergang des von der Cordillera Central begrenzten Altiplano zu den bolivianischen Tiefländern des Gran Chaco. Das Klima ist semi-humid und ein typisches Tageszeitenklima, bei dem die mittleren Temperaturschwankungen zwischen Tag und Nacht deutlicher ausfallen als die zwischen den Jahreszeiten.
Die Jahresdurchschnittstemperatur der Region liegt bei etwa 18 °C, die Monatsdurchschnittstemperaturen schwanken nur unwesentlich zwischen knapp 15 °C im Juni und Juli und 20 °C von November bis Januar. Der Jahresniederschlag beträgt rund 600 mm (siehe Klimadiagramm Padilla), die Monatsniederschläge liegen zwischen unter 10 mm von Mai bis August und über 100 mm von Dezember bis Februar.

## Verkehrsnetz
El Villar liegt in einer Entfernung von 217 Straßenkilometern südöstlich von Sucre, der Hauptstadt des Departamentos.
Durch Sucre führt die 976 Kilometer lange Nationalstraße Ruta 6, die Sucre mit dem bolivianischen Tiefland verbindet. Die Straße von Sucre nach Padilla ist nur auf den ersten 67 Kilometern bis Tarabuco asphaltiert, die folgenden 120 Kilometer bis Padilla tragen eine unbefestigte Schotterdecke. Fünfzehn Kilometer vor Padilla zweigt eine unbefestigte Landstraße nach Süden ab und erreicht nach zehn Kilometern Alcalá und nach weiteren 40 Kilometern El Villar.

## Bevölkerung
Die Einwohnerzahl der Ortschaft ist in den vergangenen beiden Jahrzehnten auf mehr als das Doppelte angestiegen:
| Jahr | Einwohner | Quelle       |
| ---- | --------- | ------------ |
| 1992 | 401       | Volkszählung |
| 2001 | 486       | Volkszählung |
| 2012 | 979       | Volkszählung |

Einige Municipios der Provinz Tomina weisen einen sehr hohen Anteil an Quechua-Bevölkerung auf, im Municipio El Villar sprechen 32,0 Prozent der Bevölkerung Quechua.